# Église Saint-Pierre-et-Saint-Paul de Prévenchères
Pour les articles homonymes, voir Église Saint-Pierre-et-Saint-Paul.
L'église Saint-Pierre-et-Saint-Paul de Prévenchères est une église catholique romaine située à Prévenchères, en France.

## Localisation
L'église est située sur la commune de Prévenchères, dans le département français de la Lozère.

## Historique
L'édifice a été classé au titre des monuments historiques en 1931. Plusieurs objets sont référencés dans la base Palissy (voir les notices liées).